# アイルランド議会 (1297-1800)
アイルランド議会（英語：Parliament of Ireland, アイルランド語：Parlaimint na hEireann）は、グレートブリテンおよびアイルランド連合王国成立以前の1297年から1800年まで、アイルランドに存在した議会である。現在のアイルランドの議会であるウラクタス（アイルランド語：Oireachtas, 英語：National Parliament）とは、アイルランド語でも英語でも名称が異なり区別される。アイルランド太守領時代、イングランド王エドワード1世の治世に始まり、アイルランド王国とグレートブリテン王国が合同して連合王国が成立するまで続いた。
ダブリンに置かれ、貴族院 (Irish House of Lords) と庶民院 (Irish House of Commons) からなる二院制をとっていた。
1800年の合同法の成立により、同年12月31日をもって廃止された。